# Теорема Круля про головний ідеал
Теорема Круля про головний ідеал — важливе твердження у комутативній алгебрі, яке разом зі своїми наслідками є основою для означення розмірності в алгебрі і алгебричній геометрії. Теорема названа на честь австрійського математика Вольфганга Круля.

## Твердження теореми
Нехай A — кільце Нетер, {\displaystyle a\in A} — елемент кільця, що не є оборотним чи дільником нуля і {\displaystyle {\mathfrak {p}}} — мінімальний простий ідеал кільця над головним ідеалом aA. Тоді висота ідеалу дорівнює 1.
Наслідком теореми є так звана теорема Круля про висоту: якщо мінімальна кількість елементів, що породжують деякий ідеал нетерового кільця рівна m, то висота цього ідеалу не більша, ніж m.

## Доведення

### Теорема Круля про головний ідеал
Оскільки нас цікавлять лише прості ідеали {\displaystyle {\mathfrak {q}}\subseteq {\mathfrak {p}}} , можна замінити A на його локалізацію {\displaystyle A_{\mathfrak {p}}}. Дійсно всі прості ідеали кільця {\displaystyle A_{\mathfrak {p}}} мають вигляд {\displaystyle {\mathfrak {q}}A_{\mathfrak {p}},} де {\displaystyle {\mathfrak {q}}\subseteq {\mathfrak {p}}} — простий ідеал кільця A.
Отже, надалі припустимо, що кільце A є локальним з єдиним максимальним ідеалом {\displaystyle {\mathfrak {p}}} і {\displaystyle a\not \in {\mathfrak {q}}} для кожного простого ідеалу {\displaystyle {\mathfrak {q}}\neq {\mathfrak {p}}}. Замінюючи {\displaystyle A} на {\displaystyle A/{\sqrt {0}}}, можна також припустити, що A редуковане (не містить нільпотентів) або, що те саме, {\displaystyle \{0\}} — радикальний ідеал. 
Розглянемо його простий розклад (тобто мінімальні прості ідеали перетин яких рівний нульовому ідеалу; для нетерових кілець ці ідеали утворюють скінченну множину): {\displaystyle \{0\}=\bigcap _{i=1}^{s}{\mathfrak {p}}_{i}} . Оскільки добуток ідеалів кільця є підмножиною перетину цих ідеалів, то також  {\displaystyle \prod _{i=1}^{s}{\mathfrak {p}}_{i}=\{0\}}, отже , {\displaystyle {\mathfrak {p}}} містить довільний ідеал {\displaystyle {\mathfrak {p}}_{i}} , але {\displaystyle a\not \in {\mathfrak {p}}_{i}} , оскільки всі елементи з {\displaystyle {\mathfrak {p}}_{i}} — дільники нуля . Тому {\displaystyle \operatorname {ht} {\mathfrak {p}}>0} . 
Припустимо, що {\displaystyle {\mathfrak {p}}\supset {\mathfrak {q}}} , де {\displaystyle {\mathfrak {q}}} — простий ідеал. Розглянемо фактор-кільце {\displaystyle A/aA} . Воно має єдиний простий ідеал {\displaystyle {\mathfrak {p}}/aA} , отже, є артіновим. 
Це означає, що будь-який спадний ланцюжок ідеалів A, які містять a, стабілізується. Зокрема, це вірно для ланцюжка, що складається з ідеалів {\displaystyle aA+{\mathfrak {q}}^{(k)},} де {\displaystyle {\mathfrak {q}}^{(k)},} позначає символічний степінь ідеала.
Отже, існує ціле k , таке що {\displaystyle aA+{\mathfrak {q}}^{(k)}=aA+{\mathfrak {q}}^{(k+1)}} . 
Беручи довільний {\displaystyle b\in {\mathfrak {q}}^{(k)}}, одержимо, що {\displaystyle b=ac+d} для деяких {\displaystyle c\in A,\ d\in {\mathfrak {q}}^{(k+1)}} , звідки {\displaystyle ac\in {\mathfrak {q}}^{(k)}} і {\displaystyle sac\in {\mathfrak {q}}^{k}} для деякого {\displaystyle s\not \in {\mathfrak {q}}} відповідно до означення символічного степеня. 
Але {\displaystyle sa\not \in {\mathfrak {q}}} , отже також {\displaystyle c\in {\mathfrak {q}}^{(k)}} і {\displaystyle {\mathfrak {q}}^{(k)}=a{\mathfrak {q}}^{(k)}+{\mathfrak {q}}^{(k+1)}} . 
З леми Накаями одержується рівність {\displaystyle {\mathfrak {q}}^{(k)}={\mathfrak {q}}^{(k+1)}.} Справді маємо {\displaystyle a\in {\mathfrak {p}}} і ідеал {\displaystyle {\mathfrak {p}}} є максимальним, тож з леми Накаями для будь-якого скінченнопородженого модуля M з рівності {\displaystyle {\mathfrak {p}}M=M} випливає, що {\displaystyle M=0.} Як наслідок для скінченнопородженого модуля N, що є підмодулем M з рівності {\displaystyle {\mathfrak {p}}M+N=M} випливає, що {\displaystyle N=M.} Взявши {\displaystyle {\mathfrak {q}}^{(k)},{\mathfrak {q}}^{(k+1)}} як {\displaystyle M,N} отримуємо необхідну рівність.
Отже, {\displaystyle {\mathfrak {q}}^{(k)}={\mathfrak {q}}^{(k+1)}} і {\displaystyle {\mathfrak {q}}} є мінімальним простим ідеалом відповідно до властивостей символічних степенів і {\displaystyle \operatorname {ht} {\mathfrak {p}}=1}

### Теорема Круля про висоту
Спершу доведемо таке твердження. Нехай {\displaystyle {\mathfrak {q}}_{1},{\mathfrak {q}}_{2},...,{\mathfrak {q}}_{m}} — прості ідеали нетерового кільця A і {\displaystyle {\mathfrak {p}}_{0}\supsetneq {\mathfrak {p}}_{1}\supsetneq ...\supsetneq {\mathfrak {p}}_{l}} — ланцюжок простих ідеалів A, такий що {\displaystyle {\mathfrak {p}}_{0}\not \subseteq {\mathfrak {q}}_{i}} для всіх і. Тоді існує ланцюжок простих ідеалів {\displaystyle {\mathfrak {p}}_{0}\supsetneq {\mathfrak {p}}_{1}'\supsetneq ...\supsetneq {\mathfrak {p}}_{l-1}'\supsetneq {\mathfrak {p}}_{l},} такий що {\displaystyle {\mathfrak {p}}_{i}'\not \subseteq {\mathfrak {q}}_{j}} для всіх і,j.
Можна припустити,що {\displaystyle {\mathfrak {p}}_{l}\subseteq {\mathfrak {q}}_{i}} для всіх і. Замінивши A на {\displaystyle A/{\mathfrak {p}}_{l},} вважатимемо, що {\displaystyle {\mathfrak {p}}_{l}=\{0\}.} Використовуючи індукцію щодо довжини l, можна також припустити, що {\displaystyle {\mathfrak {p}}_{l-2}\not \subseteq {\mathfrak {q}}_{i}} для всіх і. Згідно леми про уникнення простих ідеалів існує {\displaystyle a\in {\mathfrak {p}}_{l-2}} такий, що {\displaystyle a\not \in \bigcap _{i=1}^{m}{\mathfrak {q}}_{i}}. Елемент a не є оборотним і не є дільником нуля, оскільки за припущенням нульовий ідеал є простим. Тому, якщо {\displaystyle {\mathfrak {p}}_{l-1}'} — мінімальний простий ідеал, який міститься в {\displaystyle {\mathfrak {p}}_{l-2}} і містить a, то за теоремою Круля про головний ідеал {\displaystyle \operatorname {ht} {\mathfrak {p}}_{l-1}'=1.} Оскільки {\displaystyle \operatorname {ht} {\mathfrak {p}}_{l-2}\geqslant 2,} то {\displaystyle {\mathfrak {p}}_{l-1}'\neq {\mathfrak {p}}_{l-2}} і ми одержуємо необхідний ланцюжок.
Доведення теореми про висоту здійснюється індукцією по кількості породжуючих елементів m. Випадок m = 1 випливає з теореми Круля про головний ідеал. Розглянемо ідеал {\displaystyle (a_{1},a_{2},...,a_{m})}де породжуюча множина містить найменшу можливі кількість елементів і нехай {\displaystyle {\mathfrak {p}}}— відповідний мінімальний простий ідеал.
Нехай {\displaystyle {\mathfrak {q}}_{1},{\mathfrak {q}}_{2},...,{\mathfrak {q}}_{m}} — мінімальні прості ідеали, які містять ідеал {\displaystyle I=(a_{1},a_{2},...,a_{m-1})} (їх кількість завжди є скінченною). Якщо {\displaystyle {\mathfrak {p}}={\mathfrak {q}}_{i}} для деякого і, то {\displaystyle \operatorname {ht} {\mathfrak {p}}\leqslant m-1.} Припустимо, що {\displaystyle {\mathfrak {p}}\neq {\mathfrak {q}}_{i}.}
Розглянемо будь-який ланцюжок простих ідеалів {\displaystyle {\mathfrak {p}}={\mathfrak {p}}_{0}\supsetneq {\mathfrak {p}}_{1}\supsetneq ...\supsetneq {\mathfrak {p}}_{l}.} Із попереднього можна припустити що {\displaystyle {\mathfrak {p}}_{l-1}\not \subseteq {\mathfrak {q}}_{i}} для всіх і. Позначимо {\displaystyle {\bar {A}}=A/I,\ {\bar {a}}=a+I\in {\bar {A}},\ {\bar {\mathfrak {q}}}_{i}={\mathfrak {q}}_{i}/I,\ {\bar {\mathfrak {p}}}_{i}={\mathfrak {p}}_{i}/I.} Тоді {\displaystyle {\bar {\mathfrak {p}}}={\bar {\mathfrak {p}}}_{0}} є мінімальним серед простих ідеалів {\displaystyle {\bar {A}},} що містять {\displaystyle a_{m},} отже, {\displaystyle \operatorname {ht} {\bar {\mathfrak {p}}}\leqslant 1.} Оскільки {\displaystyle {\mathfrak {q}}_{i}} є всіма мінімальними простими ідеалами {\displaystyle {\bar {A}}} і {\displaystyle {\bar {\mathfrak {p}}}_{l-1}\not \subseteq {\mathfrak {q}}_{i},} то {\displaystyle {\bar {\mathfrak {p}}}} є мінімальним серед простих ідеалів {\displaystyle {\bar {A}},} що містять {\displaystyle {\bar {\mathfrak {p}}}_{l-1}.} Тому {\displaystyle {\mathfrak {p}}/{\mathfrak {p}}_{l-1}} є мінімальним серед простих ідеалів у {\displaystyle A/{\mathfrak {p}}_{l-1},} які містять всі класи {\displaystyle a_{i}+{\mathfrak {p}}_{l-1}\ (i=1,...,m-1).} За індуктивним припущенням, {\displaystyle \operatorname {ht} {\mathfrak {p}}/{\mathfrak {p}}_{l-1}\leqslant m-1,} тобто {\displaystyle l\leqslant m.}